# 교차고랑
교차고랑(chiasmatic groove, optic groove, prechiasmatic sulcus), 또는 시각교차고랑, 시신경교차구는 나비뼈 몸통의 윗면의 뒤쪽 경계를 이루는 능선 뒤에 있는 좁은 가로 방향의 고랑이다. 교차고랑 위뒤쪽에는 시신경(제2뇌신경)의 시신경교차가 있다.
교차고랑은 시신경과 눈동맥이 안와 안으로 들어가는 시각신경구멍의 양쪽에서 끝난다.

## 추가 이미지

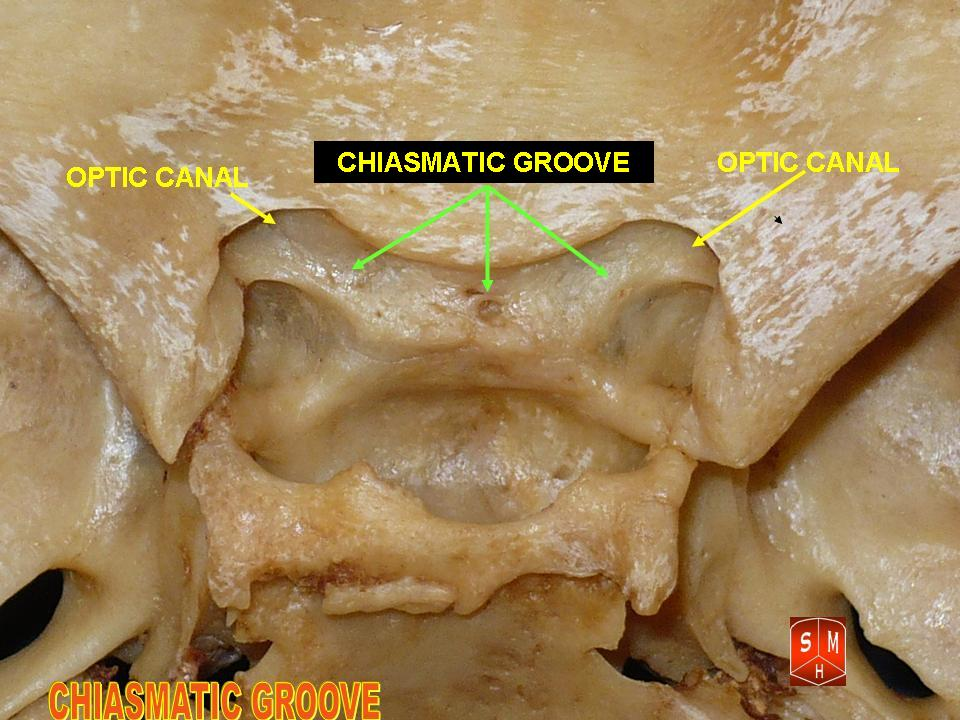
교차고랑.

## 참고 문헌
이 문서는 현재 퍼블릭 도메인에 속하는 그레이 해부학 제20판(1918) page 147의 내용을 기초로 작성된 글이 포함되어 있습니다.